# Bandicota
Bandicota es un género de roedores miomorfos de la familia Muridae conocidos vulgarmente como ratas bandicuts. Están ampliamente distribuidas en India y el Sureste Asiático.

## Especies
Se reconocen las siguientes especies:
- Bandicota bengalensis
- Bandicota indica
- Bandicota savilei